# Дејан Кулушевски
Дејан Кулушевски (швед. Dejan Kulusevski, Стокхолм, 25. април 2000) је шведски фудбалер који тренутно наступа за Тотенхем хотспур. Игра на позицији крилног играча.

## Успеси
Јувентус
- Куп Италије (1) : 2020/21.[10]
- Суперкуп Италије (1) : 2020,[11] (финале: 2021)[12]

Тотенхем хотспур
- УЕФА Лига Европе (1) : 2024/25.[13]

Појединачни
- Најбољи млади играч Серије А: 2019/20.[14]
- Најбољи шведски везни играч: 2020.[15]
- Најбољи шведски фудбалер: 2022,[16] 2023.[17]